# Thomas Johnson (Apotheker)
Thomas Johnson (* 1600 in Selby; † September 1644 in Basing) war ein englischer Apotheker.

## Leben und Wirken
Johnson wurde am 7. September 1600 in der Selby Abbey getauft.
Am 28. November 1620 begann er beim Londoner Apotheker William Bell, einem Gründungsmitglied der Worshipful Society of Apothecaries, eine achtjährige Ausbildung. Nach bestandener Prüfung wurde Johnson 1628 Mitglied der Worshipful Society of Apothecaries und betrieb eine Apotheke in Snow Hill. Johnson begann sich für Botanik zu interessieren. 1626, noch während seiner Lehre, begab er sich auf der Suche nach Pflanzen bis nach Kent und nördlich bis nach Yorkshire und Durham. 1629 besuchte Johnson Hampstead Heath, machte einen fünftägigen Ausflug nach Kent und besuchte erneut Hampstead Heath. Dabei hatte er neun Begleiter, die meist Apotheker waren. Die Aufzeichnungen dieser Ausflüge veröffentlichte er 1629 unter dem Titel Iter plantarum investigationis ergo susceptum.
Im gleichen Jahr verfasste Johnson für John Parkinsons Paradisi in sole paradisus terrestris eine lateinische Ansprache. 1630 machte er die Bekanntschaft des Arztes George Bowles (1604–1672) und 1631 die von John Goodyer. Nach einer weiteren Exkursion nach Kent, veröffentlichte er 1632 das erweiterte Pflanzenverzeichnis Descriptio itineris plantarum investigationis ergo suscepti.

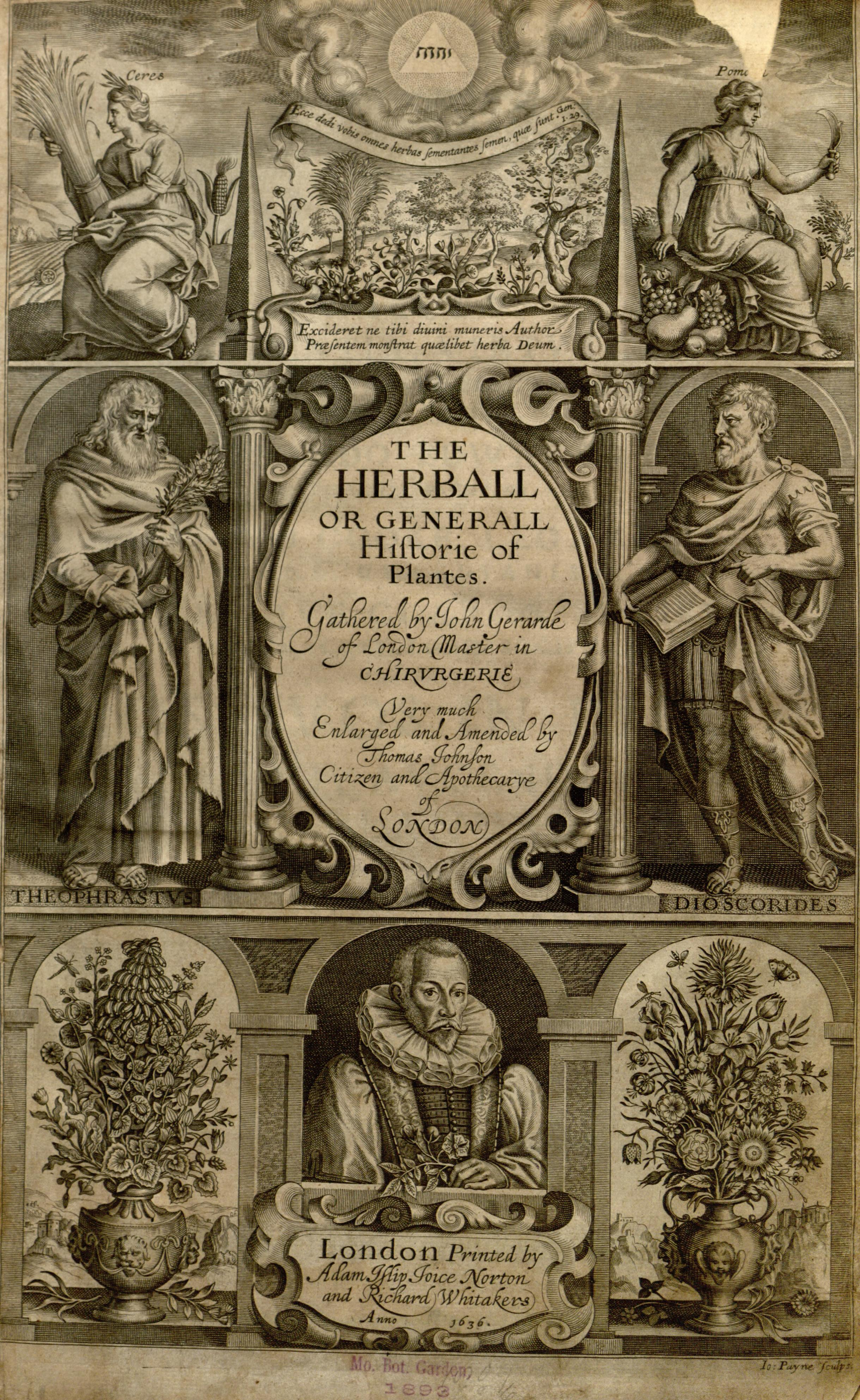
Frontispiz von Gerards The Herball in der erweiterte Auflage von 1636

Johnsons Hauptwerk ist eine erweiterte Auflage von John Gerards The Herball (1597), die 1633 erschien. Drei Jahre später folgte eine zweite Auflage.
1634 verbrachte Johnson zwei Monate in Bath. Im Juli brach er von dort aus, begleitet von weiteren Apothekern, zu einer Pflanzensammeltour in den Süden Englands auf. Der Reisebericht darüber erschien unter dem Titel Mercurius botanicus (1634). Das Werk enthält eine 62-seitigen, alphabetisch geordneten Liste von Pflanzennamen. Diese Liste stellt einen wichtigen Schritt auf dem Weg zur Erstellung ein Verzeichnis aller Großbritannien wachsenden Pflanzen dar. Im Sommer 1639 reiste Johnson mit einigen Begleitern nach Nordwales um die dort wachsenden Pflanzen zu katalogisieren. Die Ergebnisse wurden als  Mercurii botanici pars altera (1641) veröffentlicht.
Als Anhänger der Monarchie begab er sich bei Ausbruch des Englischen Bürgerkriegs nach Oxford, wo sich König Karl I. sich mit seinem Hof niedergelassen hatte. Im Mai 1643 wurde er dort zum Ehrendoktor für Heilkunde ernannt.
Im November 1643 trat er, im Rang eines Lieutenant Colonel, den königliche Truppen bei und nahm an der Verteidigung von Basing House in Hampshire teil.
Bei einem Angriff der parlamentarische Truppen am 14. September 1644 wurde Johnson in die Schulter geschossen. Er bekam Fieber und starb zwei Wochen später, vermutlich im oder in der Nähe von Basing House.

## Ehrungen
Philip Miller benannte 1754 ihm zu Ehren die Gattung Johnsonia der Eisenkrautgewächse (Verbenaceae), wobei er den Namen Thomas Dale (1700–1750) zuschrieb. Dieser Name wurde jedoch zugunsten des 1810 von Robert Brown vergebenen Gattungsnamens Johnsonia der Familie Affodillgewächse (Asphodelaceae) zurückgewiesen.

## Schriften (Auswahl)
- Iter plantarum investigationis ergo susceptum. A decem socijs, in agrum cantianum, anno. Dom. 1629. Iulii. 13. Ericetum Hamstedianum sive Plantarum ibi crescentium observatio habita, anno eodem I. Augusti. London 1629 (Digitalisat).
- Descriptio itineris plantarum investigationis ergo suscepti, in agrum Cantianum Anno Dom. 1632. Et enumeratio plantarum in ericeto Hampstediano […]. London 1632; (Digitalisat).
- The herball or Generall historie of plantes. Gathered by John Gerarde […] very much enlarged and amended […].
  - London 1633 (Digitalisat, Digitalisat, Volltext).
  - London 1636 (Digitalisat).
- Mercurius botanicus. Siva plantarum gratia suscepti itineris, anno 1634 descriptio […]. London 1634 (Digitalisat).
  - Reprint, London 1849 (Digitalisat) – herausgegeben von Thomas Shearman Ralph (1813–1892).
- The workes of that famous chirurgion Ambrose Parey. London 1634 (Volltext) – als Übersetzer von Ambroise Paré.
  - London 1634 (Digitalisat).
    - Neuauflagen:
      - London 1649 (Digitalisat).
      - London 1665.
      - London 1678 (Digitalisat).
- Mercurii botanici pars altera. Sive Plantarum gratia suscepti itineris in Cambriam siva Walliam descriptio […]. London 1641.
  - Reprint, London 1849 (Digitalisat) – herausgegeben von Thomas Shearman Ralph (1813–1892).

Gesammelte Werke
- Opuscula omnia botanica Thom. Johnsoni. London 1847 (Digitalisat) – herausgegeben von Thomas Shearman Ralph (1813–1892) darin:
  - Iter plantarum investigationis ergo susceptum. 1629 (Digitalisat).
  - Descriptio itineris plantarum investigationis ergo suscepti. 1632 (Digitalisat).
  - Mercurius botanicus. 1634 (Digitalisat).
  - Therma Bathonicae. 1634 (Digitalisat).
  - Mercurii botanici pars altera. 1641 (Digitalisat).